# Montabaurer Höhe

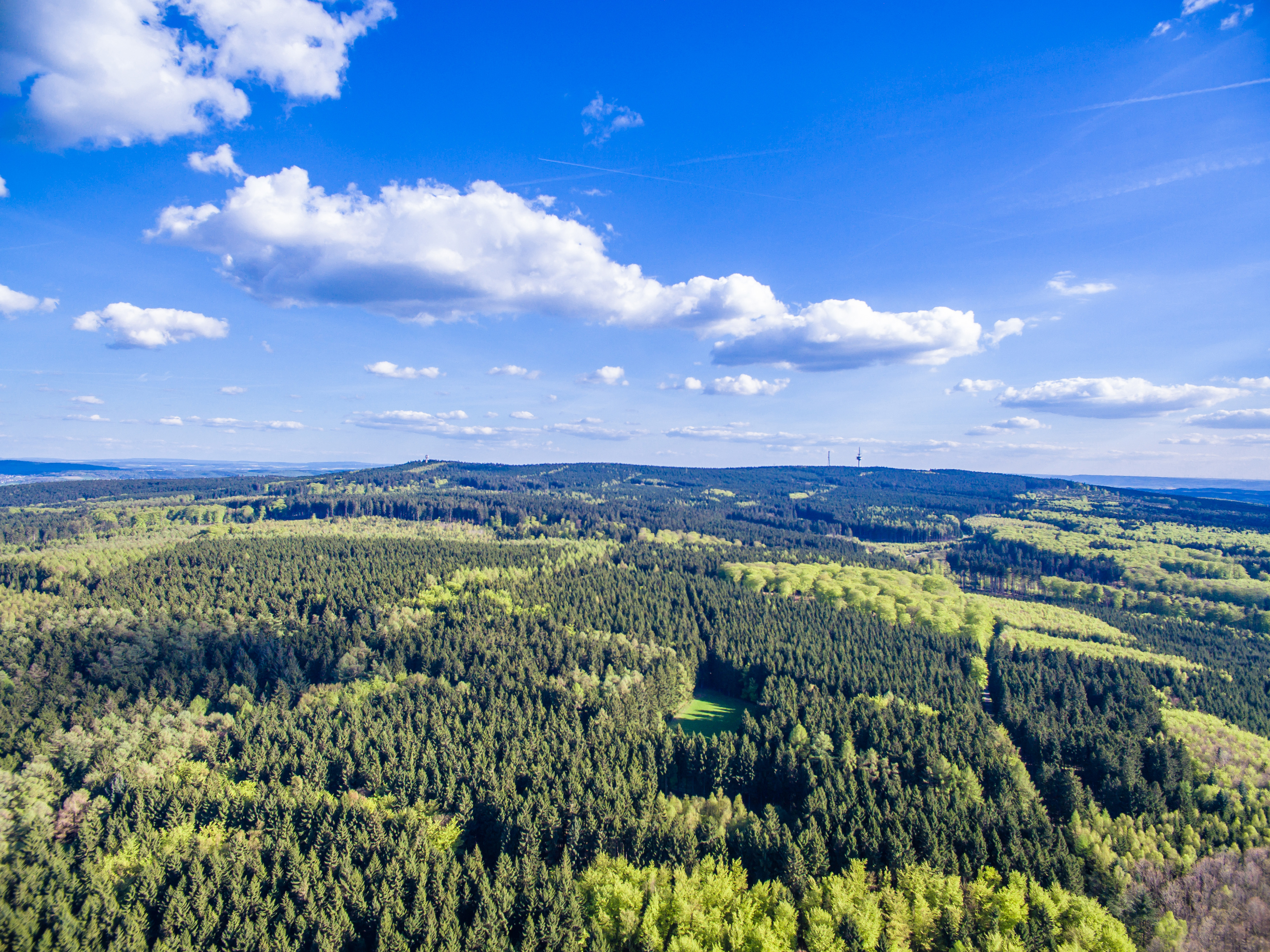
Vogelperspektive: Blick von Ransbach-Baumbach südsüdostwärts zum Köppel (links) und zur Alarmstange (rechts)

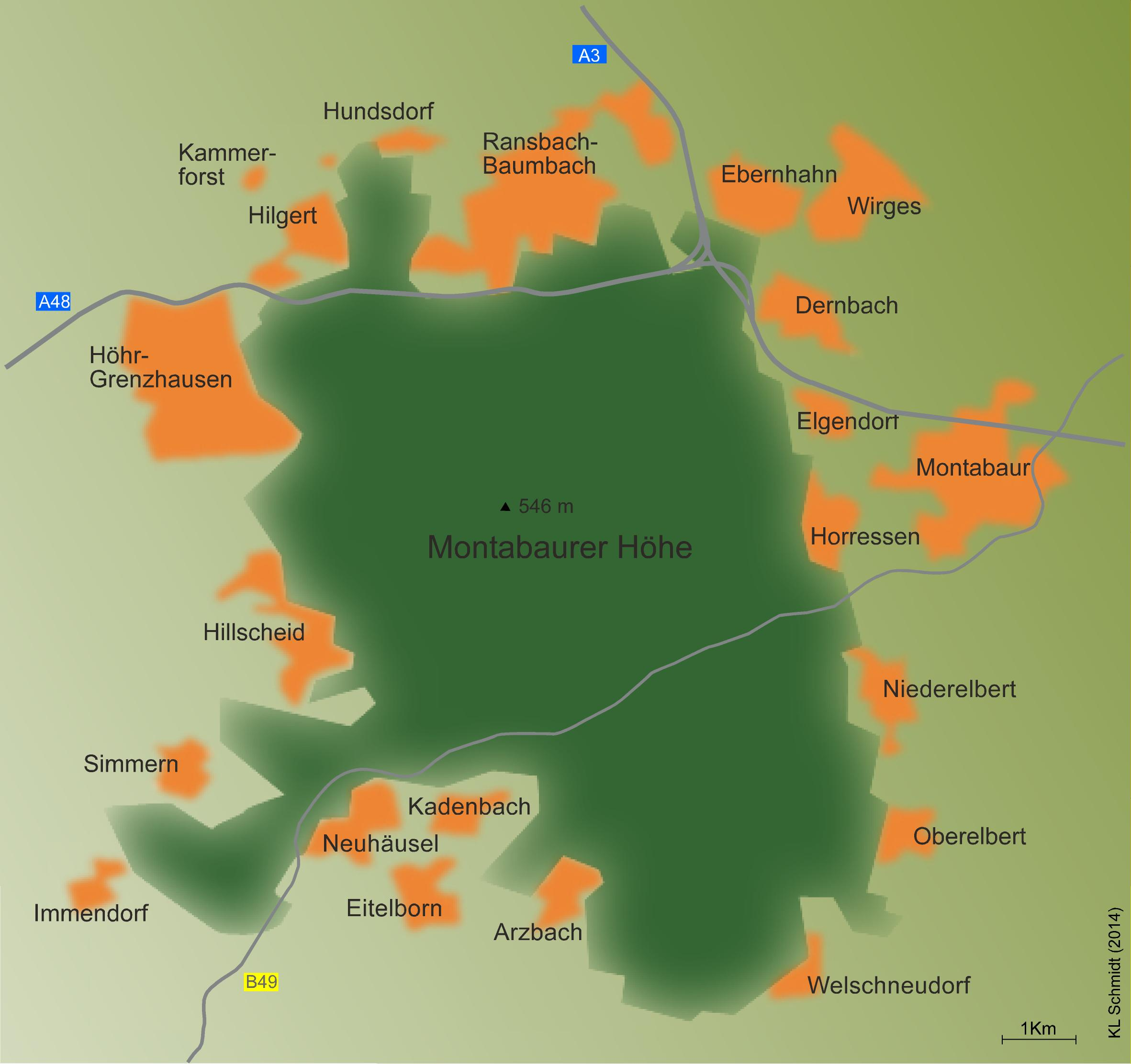
Karte des Waldgebietes der Montabaurer Höhe im engeren Sinne

Die Montabaurer Höhe ist ein 10 bis 15 km langer, meist bewaldeter Höhenzug im südwestlichen Westerwald und liegt großteils im Westerwaldkreis. Der Höhenzug wird geografisch als Unter-Naturraum 324.1 des Niederwesterwaldes (Haupteinheit 324) klassifiziert und enthält mit 545,2 m ü. NHN dessen höchsten Berg – die Alarmstange. Dessen Gipfel befindet sich sechs Kilometer westlich der namensgebenden Stadt Montabaur und etwa 12 km nordöstlich von Koblenz.
Die Montabaurer Höhe wird durch die etwa 280 m hoch gelegene, mit Tonen gefüllte Ransbacher Mulde, durch die die Trasse der Bundesautobahn 48 verläuft, in die eigentliche Montabaurer Höhe (im Süden) und den bis 394 m hohen Staatsforst Neuhäusel mit dem Hölzberg (Hölzenberg; im Norden) geteilt, die beide stark quarzithaltig sind. Innerhalb der Senke liegt unmittelbar nördlich der Autobahn die Stadt Ransbach-Baumbach, außerhalb der Senke ist die Montabaurer Höhe fast durchgehend bewaldet.

## Lage und Grenzen
Die Montabaurer Höhe liegt fast gänzlich im Südwesten des Westerwaldkreises. Lediglich ein kleiner, unbesiedelter Streifen im äußersten Süden befindet sich auf der Gemarkung der Gemeinde Arzbach, Rhein-Lahn-Kreis.

### Ortschaften
Folgende Gemeinden umgeben die Montabaurer Höhe unmittelbar (im Gegenuhrzeigersinn):
- Verbandsgemeinde Ransbach-Baumbach
  - Oberhaid (Norden)
  - Wittgert (westlicher Norden)
- Verbandsgemeinde Höhr-Grenzhausen
  - Kammerforst (nördlicher Westen)
  - Höhr-Grenzhausen (südlicher Westen)
  - Hillscheid (westlicher Süden)
- Verbandsgemeinde Montabaur
  - Kadenbach (Süden)
  - Niederelbert (östlicher Süden)
  - Horressen (Südosten)
  - Elgendorf (südlicher Osten)
- Verbandsgemeinde Wirges
  - Dernbach (Osten)
  - Ebernhahn (nördlicher Osten)
  - Mogendorf (östlicher Norden)

In der Ransbacher Mulde liegen neben der zentralen, namensgebenden Stadt Ransbach-Baumbach die Gemeinden Hundsdorf (VG Ransbach-Baumbach, nordwestlich) und Hilgert (VG Höhr-Grenzhausen, westlich).

### Straßen

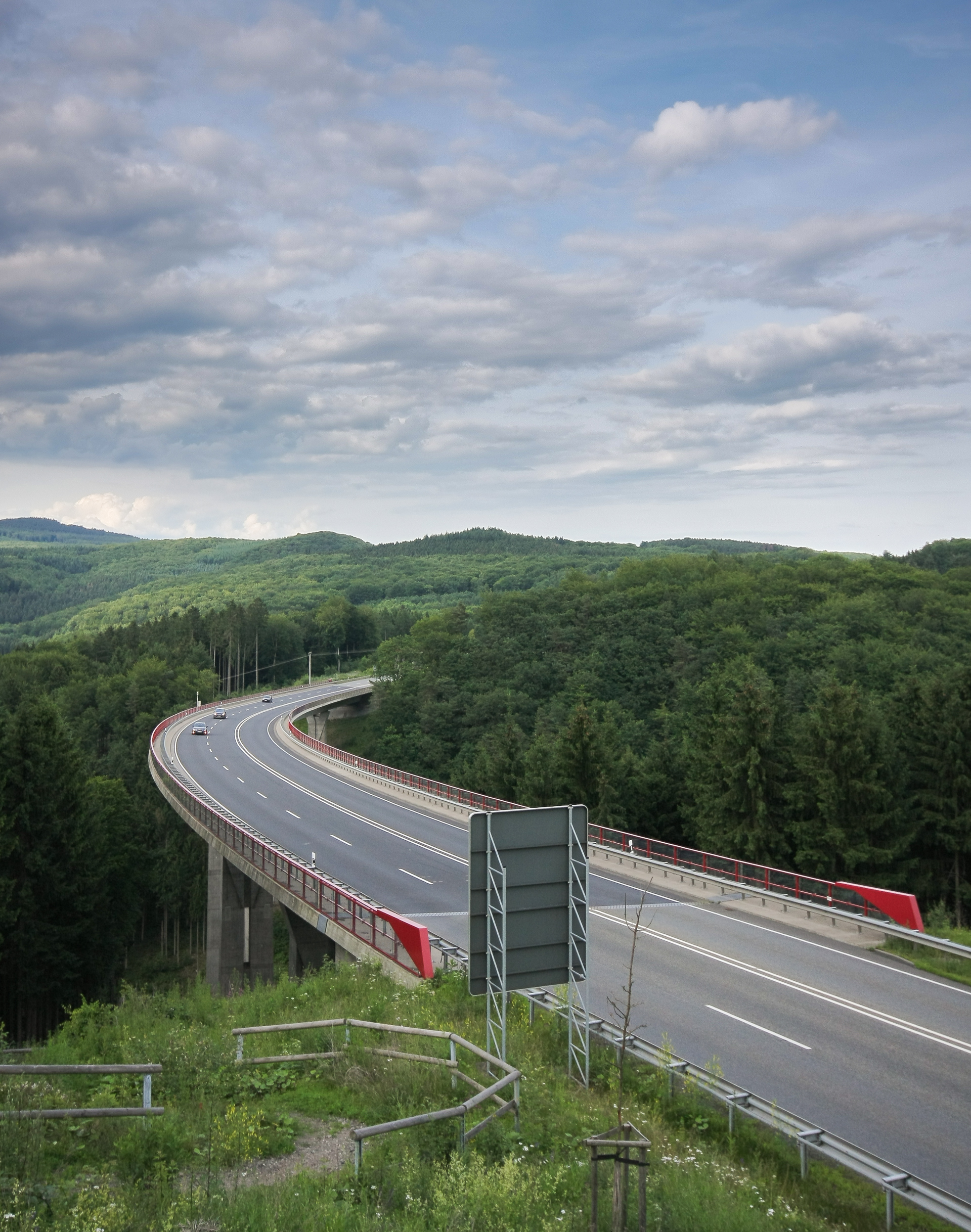
Blick über die B 49 bei Neuhäusel zur Montabaurer Höhe

Die Bundesautobahn 48 kreuzt den Höhenzug über die Ransbacher Mulde mittig in West-Ost-Richtung und trennt den vollständig bewaldeten Höhenschwerpunkt im Süden vom nördlichen Teil ab. Von Osten bis Norden wird der Höhenzug von der Bundesautobahn 3 flankiert, im Süden von der Bundesstraße 49.

## Naturräumliche Gliederung
Die Montabaurer Höhe wird naturräumlich wie folgt zugeordnet und gegliedert:
- (zu 32 Westerwald (Naturraum))
  - (zu 324 Niederwesterwald)
    - 324.1 Montabaurer Höhe (im weiteren Sinne)
      - Montabaurer Höhe im engeren Sinne
      - Ransbacher Mulde
      - Hölzberg (Hölzenberg)

Die dreiteilige Untergliederung der Montabaurer Höhe war in der Gliederung auf Blatt 138 Koblenz nicht nummeriert worden, weshalb keine zweistelligen Nachkommaziffern für diese Naturräume existieren. Sie wird jedoch explizit aufgeführt und wird auch von der rheinland-pfälzischen Naturschutzbehörde verwendet.

### Benachbarte Naturräume
An die Montabaurer Höhe schließen sich im Nordwesten das Tal des Saynbachs und die Sayn-Wied-Hochfläche an, nach Westen die Kannenbäcker Hochfläche, nach Süden die Emsbach-Gelbach-Höhen mit Horchheimer Höhe, Emsbachtal und Hochfläche von Welschneudorf und nach Osten die Montabaurer Senke. Im äußersten Norden wird die Dierdorfer Senke berührt.

## Landschaft
Die Höhenzüge im Norden und im Süden sind durchgehend bewaldet, jedoch nur inselartig naturnah, wie am Mahlbergskopf im Nordosten und stellenweise im äußersten Süden. Es herrschen Fichtenforste vor.
In der Ransbacher Mulde finden sich zahlreiche Tonabbaustellen. Sie versteht sich als Teil des für seine Keramikindustrie bekannten Kannenbäckerlandes.
Der Südteil gehört komplett zum Naturpark Nassau. Durch seinen äußersten Südwesten verläuft der Limes.

## Gewässer
Aufgrund des rasanten Anstieges vom Neuwieder Becken im Westen nimmt der Jahresniederschlag von 650 bis 700 mm am Rande des Beckens rasch auf 850 bis 900 mm am Höhenschwerpunkt der Montabaurer Höhe zu.
Über den Südteil, die „eigentliche“ Montabaurer Höhe, verläuft die Wasserscheide zwischen der Lahn und den unterhalb der Lahnmündung dem Rhein zufließenden Systemen von Hillscheider Bach und, nördlich der Alarmstange, von Saynbach. Die Wasserscheide setzt sich am Ostrand der Ransbacher Mulde nach Norden fort, weshalb die Mulde nach Westen hin abfällt. Der Nordteil der Montabaurer Höhe (Staatsforst Neuhäusel) mit dem Hölzberg entwässert wie auch die Mulde komplett zur Sayn.
Der Osten der „eigentlichen“ Höhe entwässert über den Gelbach zur Lahn. Unmittelbar zwischen den Gipfeln von Alarmstange und Lippersberg entspringt der Biebrichsbach, der Hauptquellfluss des Stadtbachs, der in Montabaur in den Aubach mündet. Dieser wird von da an Gelbach genannt.
Im Süden der Höhe, südlich des Lippersberges, entspringt der Hillscheiderbach, der sie bei Hillscheid verlässt und nach Westen direkt zum Rhein entwässert.
Der im Norden der „eigentlichen“ Höhe nordwestlich des Köppel entspringende und die Höhe nach Westen in Richtung Höhr-Grenzhausen verlassende Brexbach entwässert dagegen zur Sayn. Sein rechter Nebenfluss Masselbach entspringt im Südosten der Ransbacher Mulde, unmittelbar nördlich der Trasse der A 48, umfließt den Norden der Mulde über Ransbach und Hundsdorf in Richtung Westen und verlässt den Naturraum in Kammerforst.
In der Ransbacher Mulde in Ransbach-Baumbach liegt unter anderem der Erlenhofsee, der durch Tonabbau entstand. Der Brexbach wurde im Nordwesten des Südteils zu einigen kleineren Fischteichen aufgestaut.

## Berge

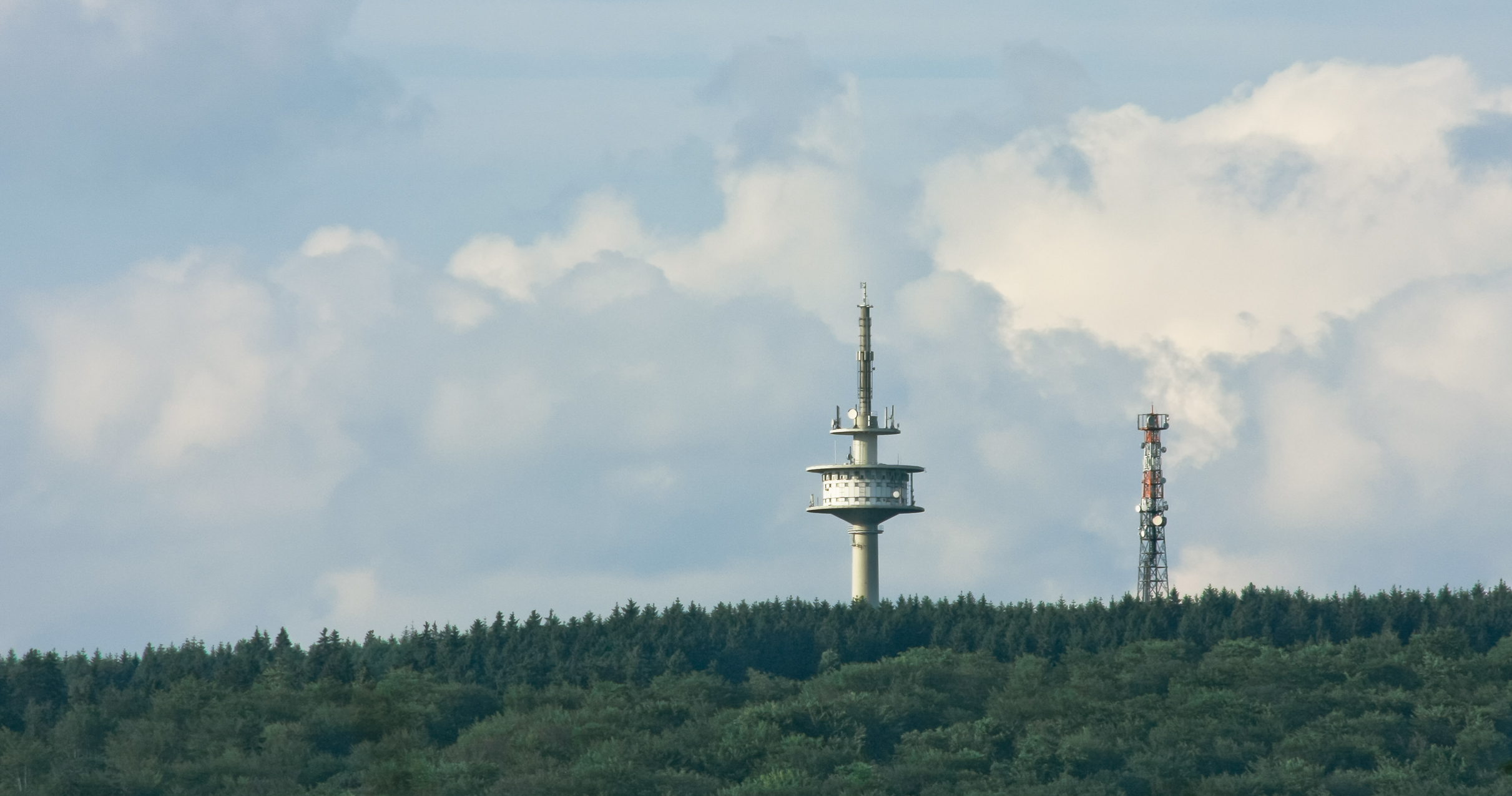
Fernmeldetürme auf der Alarmstange

Zu den Bergen und Erhebungen der Montabaurer Höhe gehören – sortiert nach Höhe in Meter (m) über Normalhöhennull (NHN; wenn nicht anders genannt laut):
- Alarmstange (⊙); 545,2 m, Zentralteil; Rhein-Lahn-Wasserscheide, Fernmeldeturm Hillscheid-Alarmstange
- Köppel (⊙); 540,2 m,[3] Zentralteil, nordöstlich der Alarmstange; Rhein-Lahn-Wasserscheide, Aussichtsturm Köppel
- Lippersberg (⊙; 534,4 m); Zentralteil, südöstlich der Alarmstange
- Niessling (⊙; 406,5 m); Südteil, südlich der Alarmstange
- Hölzberg (Hölzenberg; ⊙); 394,0 m (Nordkuppe/-gipfel), 391,2 m (Südkuppe), Nordteil
- Mahlbergskopf (⊙); 359,0 (Südkuppe/-gipfel), 356,1 m (Nordkuppe), Nordteil, westlich des Hölzbergs